# Zac Zorn
Zac Zorn (n. 10 martie 1947, Dayton, Ohio, SUA) este un înotător american, medaliat olimpic. A participat la o ediție a Jocurilor Olimpice (1968) în care a câștigat două medalii de aur.